# Winter-Paralympics 2022/Teilnehmer (Andorra)
| stlisierte Goldmedaille | stlisierte Silbermedaille | stlisierte Bronzemedaille |
| ----------------------- | ------------------------- | ------------------------- |
| —                       | —                         | —                         |

Andorra nahm bei den Winter-Paralympics 2022 in Peking vom 4. bis 13. März 2022 mit einem Athleten teil.